# Gazella dorcas saudiya
Gazella dorcas saudiya — підвид/вид газелей, який колись був місцевим жителем Аравійського півострова. Він був оголошений вимерлим у дикій природі в 1996 році, оскільки востаннє його спостерігали в дикій природі в 1970 році. Саудівська газель була офіційно оголошена вимерлою в Червоному списку МСОП у 2008 році.

## Таксономія
Gazella gazella saudiya — наукова назва, запропонована Дугласом Каррутерсом і Ернстом Шварцем у 1939 році. Вони описали череп і шкіру голови самця газелі, зібраного на висоті 1100 м поблизу Дхлама в Саудівській Аравії. Теренс Моррісон-Скотт визнав його окремим видом Gazella saudiya в 1939 році. Колін Гровс досліджував форми та розміри рогів зоологічних екземплярів газелей і визнав саудівську газель підвидом серни Gazella dorcas saudiya в 1969 році.
Філогенетичний аналіз музейних зразків газелі Саудівської Аравії показав, що вона відрізняється від Gazella dorcas та є сестринським таксоном.

## Поширення та середовище проживання
Саудівська газель колись жила на гравійних і піщаних рівнинах з акаціями на півночі та заході Аравійського півострова від Кувейту до Ємену, причому більшість записів походить із західної Саудівської Аравії. Зустрічався поодиноко або групами до 20 особин.

## Занепад і вимирання
Підвид завжди був рідкісним і скорочувався через надмірне полювання; його не бачили кілька десятиліть, і в 1980 році було оголошено вимерлим у дикій природі. Недавній генетичний аналіз усіх зареєстрованих зразків G. d. saudiya в неволі показали, що вони представляють різні види або гібриди. Попри часті обстеження, спрямовані на пошук чистих саудівських газелей у дикій природі та в приватній власності, жодних доказів виживання особин виявлено не було. У 2008 році саудівська газель була офіційно оголошена вимерлою в Червоному списку МСОП.